# Андреевское сельское поселение (Омский район)
Андреевское се́льское поселе́ние — муниципальное образование в Омском районе Омской области Российской Федерации.
Административный центр — село Андреевка.

## История
Статус и границы сельского поселения установлены Законом Омской области от 30 июля 2004 года № 548-ОЗ «О границах и статусе муниципальных образований Омской области»

## Население
| 2006  | 2010  | 2011  | 2012  | 2013  | 2014  | 2015  |
| ----- | ----- | ----- | ----- | ----- | ----- | ----- |
| 2710  | ↘2541 | ↗2546 | ↗2606 | ↗2693 | ↗2713 | ↘2674 |
| 2016  | 2017  | 2018  | 2019  | 2020  | 2021  | 2023  |
| ↘2634 | ↘2598 | ↘2567 | ↘2518 | ↘2466 | ↗2537 | ↘2458 |

## Состав сельского поселения
| № | Населённый пункт | Тип населённого пункта       | Население |
| - | ---------------- | ---------------------------- | --------- |
| 1 | 18 Партсъезд     | деревня                      | ↘234      |
| 2 | Андреевка        | село, административный центр | ↗1443     |
| 3 | Андреевский      | посёлок                      | ↘587      |
| 4 | Вперёд           | деревня                      | ↗201      |
| 5 | Половинка        | деревня                      | →0        |
| 6 | СибНИВИ          | посёлок                      | ↘76       |

На территории поселения находилась латышская деревня Масляново.